# Бельо, Андрес

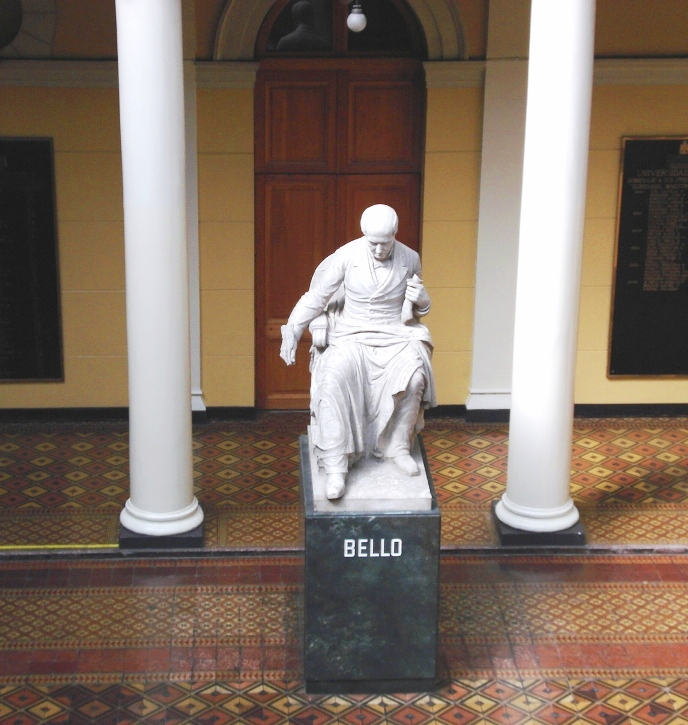
Памятник Бельо у главного корпуса Чилийского университета

Андрес Бельо (исп. Andrés Bello; 29 ноября 1781 года, Каракас, Венесуэла — 15 октября 1865 года, Сантьяго, Чили) — венесуэльский и чилийский философ, государственный деятель, писатель, основоположник латиноамериканской филологии.

## Биография
Родился 29 ноября 1781 года в Каракасе в Венесуэле. Учился на философском факультете Королевского университета в Каракасе и в 1802 году поступил на испанскую службу при венесуэльском наместнике, но в 1810 году, когда началась война за освобождение испанских колоний, примкнул к революционной партии и принял участие вместе с Симоном Боливаром и Лопесом Мендесом в поездке, имевшей целью просить помощь Англии колониям против Наполеона I и испанцев.
Когда в 1812 году испанское господство в Венесуэле опять взяло перевес, Бельо остался в Англии, занялся исследованиями испанского языка и в особенности комментариями и примечаниями к «La gesta de mio Cide», составляющими украшение истории испанской литературы и вышедшими в свет лишь спустя 16 лет после его смерти. Такому же тщательному исследованию он подверг «Историю Карла Великого», поэму «Неистовый Роланд» Лудовико Ариосто и перевёл на испанский язык сочинение Берни по истории испанской литературы. В 1832 году Бельо издал сочинение о международном праве (исп. «El principio de derecho de gentes», последнее издание, Париж, 1860), переведённое на французский и немецкий языки.
Его проект основания Чилийского университета осуществился в 1843 году, причём он был назначен ректором этого университета и оставался в этой должности до своей смерти в 1865 году. За эти годы он написал несколько серьёзных сочинений по правоведению и составил свод гражданских законов (англ. Codigo civil), который и был введён в Чили в 1855 году. Чилийский конгресс законом от 5 сентября 1872 года постановил издать все сочинения Бельо за счёт правительства. Они вышли в Сантьяго в 1881—1883 годах в шести томах, с приложением к ним биографии Бельо.
В Венесуэле в 1965 году был учреждён орден Бельо, который вручают за выдающиеся достижения в области культуры. Католический университет в Каракасе носит имя Андреса Бельо. Его портрет запечатлён на банкнотах: 20000 чилийских песо и 2000 венесуэльских боливаров.

## Сочинения
- Calendario manual y guía universal de forasteros en Venezuela para el año de 1810, con superior permiso
- Arte de escribir con propiedad, compuesto por el Abate Condillac, traducido del francés y arreglado a la lengua castellana
- A la vacuna y al Anauco
- El romance a un samán
- Los sonetos a la victoria de Bailén
- A un Artista
- Mis deseos
- Venezuela consolada y España restaurada
- Resumen de la Historia de Venezuela
- Alocución a la Poesía
- Silva a la Agricultura de la Zona Tórrida
- Principios de Derecho Internacional
- Cosmografía o descripción del universo conforme a los últimos descubrimientos
- Compendio
- Proyecto de Código Civil
- Código Civil de. Fundación La Casa de Bello